# Dan (pleme)
Dan (heb. דָּן) jedno je od izraelskih plemena, koje je prema biblijskom predanju osnovao Jakovljev sin Dan. Prema predanju Danova majka bila je Rahaelina sluškinja Bilha, a ovo je pleme bilo najbrojnije nakon bijega iz Egipta.

## Etimologija
Nije sasvim jasno porijeklo imena Dan. Biblija ga izvodi iz hebrejske riječi din, što znači „sud“ ili iz odgovarajućeg glagola. Takva narodna eitmologija ostala je vrlo dugo u porabi, jer se i na arapskom mjesto nekadašnjeg grada Dan naziva Tel el Qadi, što znači „brežuljak sudaca“. Vjerojatniji izvor imena plemena Dan valja tražiti u amorićanskom glagolu dananu, što znači „biti jak“. 

## U Bibliji
U biblijskoj tradiciji pleme Dan ima vrlo promjenjivu ulogu i njegova se brojnost u različitim dijelovima Biblije mijenja, što najvjerojatnije odražava politički, gospodarski i društveni položaj toga plemena u datom trenutku. U kasnijim biblijskim tekstovima, posebno u Prvoj knjizi Ljetopisa, očito je nastojanje da se što više umanji uloga Dana.
Nakon dolaska u Obećanu zemlju, Danu je namijenjeno područje zapadno od Benjamina i Efrajima, oko današnjeg Tel Aviva, no Knjiga o Sucima izvješćuje nas da ta područja nisu osvojena, jer su ih ondje odbili „Amorićani“, premda se vjerojatnije radilo o Filistejcima. Sukob pripadnika Danova plemena i Filistejaca vidljiv je i u pripovijesti o Samsonu.
Dan se stoga mora premjestiti na sjever, gdje osvaja osamljeni grad Laiš, kojemu će dati i novo ime - Dan. Ostaci tog grada i danas su vidljivi u Tel Danu, na krajnjem sjeveru Izraela.

## Moguća tumačenja
Povjesničari su obično ovu predaju o premještanju Dana na sjever opravdavali činjenicom da su u području blagog gorja Šefele, te doline Šaron uz sredozemnu obalu, postojali snažni Filistejski gradovi, poput Gata i Ekrona, koji su Izraelcima onemogućavali pristup. Arheološka nalazišta na tim prostorima pokazuju prisutnost naprednije civilizacije u odnosu na onu u gorju, te brojne kulturne veze s Kretom i drugim krajevima u kojima će se razviti prethodnice grčke kulture. To se posebice vidi u grobnim maskama i ostacima keramike.
Isto tako, kasno osvajanje Laiša moglo bi uputiti na duže razdoblje osvajanja zemlje no što bi se to moglo isprva činiti prema biblijskim izvještajima.
U svakom slučaju, pleme Dan nije bilo na cijeni među ostalim Izraelcima. Već i iz najranijih biblijskih tekstova vidljiva je njihova izdvojenost i ne pristajanje na sudjelovanje u zajedničkim vojnim pothvatima. Dan je imao i svoje posebno svetište u kojem je, kako se čini po odbojnosti kod drugih, dolazilo do znatnog sinkretizma kroz prihvaćanje tradicija okolnih naroda, kojima je Dan očito bio najizloženiji.
Na arheološkom nalazištu Tel Dan, nađeni su i ostaci toga svetišta koje je bilo u uporabi sve do helenističkog razdoblja. Na istom su nalazištu vidljivi ostaci grada Laiš iz brončanog doba, kao i Dana iz željeznog doba. Grad su više puta osvajali razni osvajači, od kojih je najpoznatija epizoda s osvajanjem Hazaelovim iz 841. pr. Kr., o čemu je ostao i natpis toga aramskoga kralja.
734. pr. Kr. ovo područje osvaja asirski kralj Tiglat-Pileser III., nakon čega o Danu kao plemenu više nema vijesti.